# Keno Bergholz
Keno Bergholz (*  in Emden) ist ein deutscher Moderator, Musiker und Multiinstrumentalist. 

## Leben
Keno Bergholz ist einziges Kind eines Richters und einer Lehrerin. Er besuchte die Grundschule Petkum-Widdelswehr und absolvierte das Abitur am Gymnasium am Treckfahrtstief, dem heutigen Max-Windmüller-Gymnasium. Im Alter von fünf Jahren nahm Bergholz den ersten Klavier- und Trompetenunterricht und erlernte später mehrere weitere Instrumente wie Posaune, Gitarre, Bass, Schlagzeug, Saxophon und Orgel. Er studierte Politikwissenschaft und Germanistik an der Universität Bremen.
Während seiner Schulzeit wirkte Bergholz an Schulmagazinen und Jugendradiosendungen im offenen Kanal mit. Bei dem Oldiesender Radio Ostfriesland begann er während seiner letzten Schuljahre eine freie Mitarbeit. Hier wirkte er zunächst in der Wortredaktion mit und präsentierte jeden Freitagabend die Radio Ostfriesland Partynacht. Nach Schulabschluss absolvierte er beim Sender ein Volontariat und arbeitete unter anderem mit John Ment, Christian Fremy und Detlef Kuschka zusammen. Während dieser Zeit war Bergholz mehrfach als Reporter aus Ostfriesland im Programm von Antenne Bayern zu hören.
Ende 2012 übernahm er als Morgenmoderator die Sendung Der lange Morgen bei Radio Ostfriesland (im Wechsel mit Ben Koch).
Nach einer kurzen Übergangsphase beim Audioservice der Deutschen Presse Agentur in Berlin holte ihn Jan Weyrauch 2015 zur Popwelle Bremen Vier, nachdem er ihn bei der Moderation der Gala des Internationalen Filmfestes Emden-Norderney erlebt hatte. Bei Bremen Vier war Bergholz zunächst als Redakteur und Wochenend- und Springer-Moderator tätig und außerdem mehrere Jahre Reporter für Bremen Vier kommt rum. 2018 übernahm er die Moderation der Nachmittagsstrecke Bremen Vier läuft, im Wechsel mit Malte Janssen. Von Februar 2020 bis zum 30. Dezember 2021 war er Morgenmoderator beim Sender Bremen Vier. Seit 2022 moderiert er regelmäßig im Programm Bremen Zwei. Zusätzlich ist er seit 2023 regelmäßig im Tagesprogramm beim Radiosender NDR Kultur zu hören. Er moderiert dort die Morgensendung im Wechsel mit Philipp Schmid (Moderator).
Seit dem Beginn seiner Tätigkeit beim Radio ist Bergholz auch regelmäßig als Bühnenmoderator diverser lokaler Veranstaltungen und Shows im Einsatz. Seit 2015 ist er regelmäßig Moderator der Preisverleihungsgala des Internationalen Filmfestes Emden-Norderney.
Zudem wirkt er auch als Musiker und spielte in Ostfriesland in diversen Bands und Musikgruppen. Er lässt musikalische Ideen in seine Radiosendungen und Bühnenmoderationen einfließen. 2017 war Bergholz einer der Mitbegründer der Partyband „Bremen Vier Blaskapelle“, die als Marketing-Instrument des Radiosenders auf Veranstaltungen im Sendegebiet auftritt. Gelegentlich betätigt sich Bergholz auch als DJ und Tontechniker.
Bergholz arbeitet außerdem selbstständig als Event- und Medienproduzent. Er produziert und vermarktet des Weiteren mit Bergholz Media Podcasts, Social-Media-Formate und lehrt über Kommunikationsstrategien. 
Er lebt mit seiner Ehefrau in Hamburg.